# Felix Passlack
Felix Passlack (Bottrop, 29 mei 1998) is een Duits voetballer die doorgaans als vleugelspeler speelt. Hij stroomde in 2016 door vanuit de jeugd van Borussia Dortmund.

## Clubcarrière
Passlack speelde in de jeugd bij SV Fortuna Bottrop, Rot-Weiß Oberhausen en Borussia Dortmund. Op 2 maart 2016 kreeg hij van Thomas Tuchel zijn eerste basisplaats in het Bundesligaduel tegen SV Darmstadt 98. Hij werd na 69 minuten vervangen door Henrich Mchitarjan. Borussia Dortmund won de uitwedstrijd in het Stadion am Böllenfalltor met 0–2 na doelpunten van Adrián Ramos en Erik Durm.

## Clubstatistieken
| Seizoen         | Club              | Competitie      | Competitie | Competitie | Beker | Beker | Internationaal | Internationaal | Totaal | Totaal |
| Seizoen         | Club              | Competitie      | Wed.       | Dlp.       | Wed.  | Dlp.  | Wed.           | Dlp.           | Wed.   | Dlp.   |
| --------------- | ----------------- | --------------- | ---------- | ---------- | ----- | ----- | -------------- | -------------- | ------ | ------ |
| 2015/16         | Borussia Dortmund | Bundesliga      | 3          | 0          | 0     | 0     | 0              | 0              | 3      | 0      |
| 2016/17         | Borussia Dortmund | Bundesliga      | 10         | 0          | 2     | 0     | 2              | 1              | 14     | 1      |
| 2017/18         | Borussia Dortmund | Bundesliga      | 1          | 0          | 1     | 0     | 0              | 0              | 2      | 0      |
| 2017/18         | → 1899 Hoffenheim | Bundesliga      | 2          | 0          | 0     | 0     | 2              | 0              | 4      | 0      |
| 2018/19         | → Norwich City    | Championship    | 1          | 0          | 5     | 0     | –              | –              | 6      | 0      |
| 2019/20         | → Fortuna Sittard | Eredivisie      | 25         | 2          | 3     | 1     | –              | –              | 28     | 3      |
| 2020/21         | Borussia Dortmund | Bundesliga      | 7          | 1          | 2     | 0     | 5              | 0              | 14     | 1      |
| 2021/22         | Borussia Dortmund | Bundesliga      | 10         | 1          | 3     | 0     | 2              | 0              | 15     | 0      |
| 2022/23         | Borussia Dortmund | Bundesliga      | 3          | 0          | 1     | 0     | 1              | 0              | 5      | 0      |
| 2023/24         | VfL Bochum        | Bundesliga      | 8          | 0          | 1     | 0     | 0              | 0              | 9      | 0      |
| Carrière totaal | Carrière totaal   | Carrière totaal | 70         | 4          | 18    | 1     | 12             | 1              | 100    | 6      |

Bijgewerkt t/m 22 maart 2024.

## Interlandcarrière
Passlack kwam uit voor alle Duitse nationale jeugdelftallen vanaf Duitsland –16. Hij haalde met Duitsland –17 de finale van het EK –17 van 2015 en nam vijf maanden later met dat team deel aan het WK –17 van 2015.

## Erelijst
| DFB-Pokal | 2x | 2016/17, 2020/21 |